# Åbo medeltidsmarknad
Åbo medeltidsmarknad (finska: Turun keskiaikaiset markkinat) är en årligt återkommande medeltidsmarknad i Åbo i Finland som äger rum i månadskiftet juni/juli. 
Marknaden, som är Finlands största medeltids- och forntidsevenemang, äger rum på 
Gamla Stortorget  komplementerat med utställningar på Åbo slott, i Åbo domkyrka och på Aboa Vetus Ars Nova. En central del av evenemanget har varit ett skådespel som har tagit upp olika historiska händelser, varje år med ett nytt tema.
Medeltidsmarknaden avhölls för första gången år 1996 och har ökat i omfattning år för år sedan dess. År 2015 besöktes den av 180 000 personer, vilket var nytt rekord.